# Berthe de Bourgogne
Pour les articles homonymes, voir Berthe.
 (février 2013).
Si vous disposez d'ouvrages ou d'articles de référence ou si vous connaissez des sites web de qualité traitant du thème abordé ici, merci de compléter l'article en donnant les références utiles à sa vérifiabilité et en les liant à la section « Notes et références ».
Titres
Reine des Francs
997 – 1001
(4 ans)
Comtesse consort de Blois, de Tours, de Châteaudun et de Chartres
vers 978 ou 980 – 12 mars 996
Comtesse de Reims
vers 982 ou 985 – 12 mars 996
Comtesse de Dreux
vers 991 – 12 mars 996
Berthe de Bourgogne (née vers 964- morte au plus tôt en 1010), est la fille de Conrad III de Bourgogne dit le Pacifique et de Mathilde, fille du roi Louis IV d'Outremer. Elle est l'épouse de Eudes Ier de Blois. Elle est la deuxième épouse de Robert II le Pieux, deuxième roi de la dynastie capétienne.

## Biographie
Berthe de Bourgogne épouse en premières noces le comte Eudes Ier de Blois et de Chartres, à qui elle donne trois enfants, dont les futurs comtes Thibaut II et Eudes II.
Elle rencontre le roi Robert II alors qu'il soutient les campagnes militaires de Foulques II d'Anjou contre son mari Eudes. À la mort d'Eudes, en mars 996, Robert II veut l'épouser, mais son père Hugues Capet s'y oppose pour cause de consanguinité et surtout parce que cela remettait en cause le système d'alliance politique mise en place par le premier capétien. Après la mort de ce dernier, en octobre 996, les deux amants se marient finalement en 997. L'opposition du pape à ce mariage (en raison de la parenté entre les époux) et l'impossibilité d'avoir des héritiers mâles avec Berthe poussent Robert II à se séparer d'elle en 1002, puis à épouser Constance d'Arles en 1003, afin d'assurer sa descendance.
Pourtant, Berthe de Bourgogne reste l'unique amour de Robert II, et les deux amants ne cessent pas leur relation. Ils se rendent à Rome en 1008 pour implorer en vain le pape de faire annuler ce troisième mariage - Constance d'Arles se montrant cruelle et avare. De plus, elle est soupçonnée d'avoir fait assassiner Hugues de Beauvais, le favori du roi qui avait favorisé le retour de Berthe dans le lit royal. Berthe meurt vers 1010, à l'âge de 46 ans.

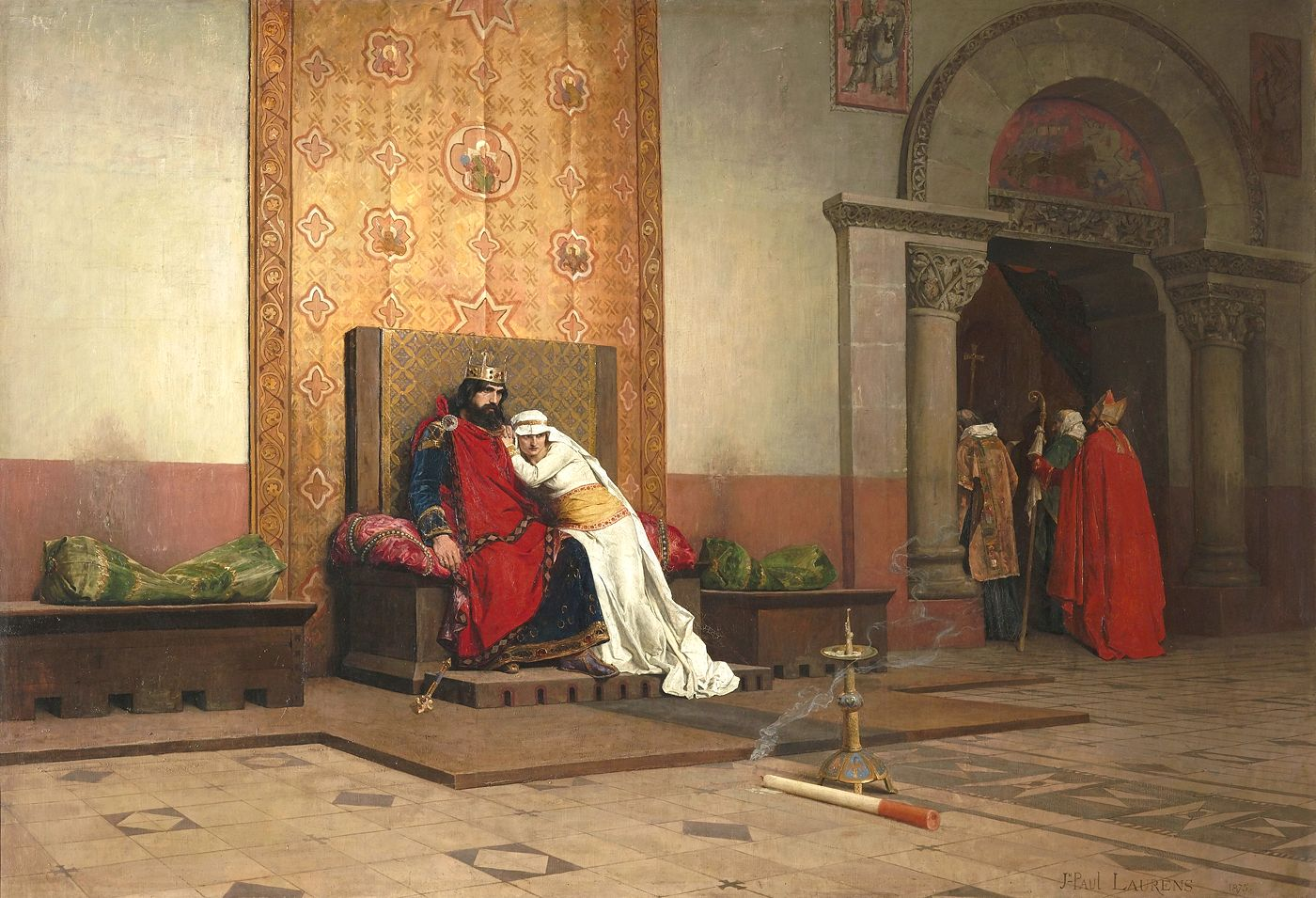
L'excommunication de Robert Le Pieux par Jean-Paul Laurens, 1875, Musée d'Orsay. En réalité, l'excommunication du roi n'a jamais été promulguée par le pape[5].
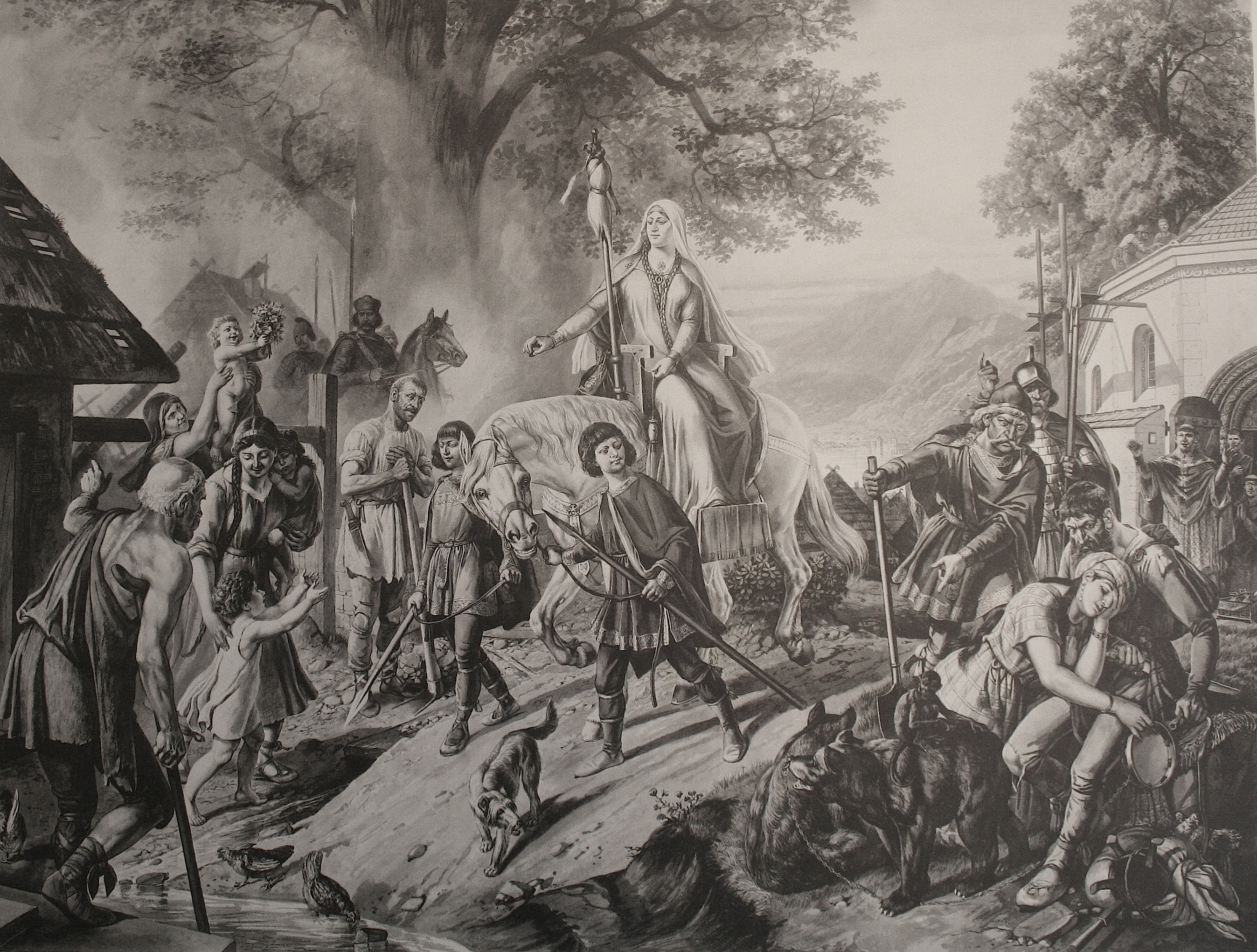
Berthe de Bourgogne, représentée par Karl Jauslin.

## Généalogie simplifiée

Berthe et le roi Robert dans l'arbre des Robertiens.

## Voir aussi

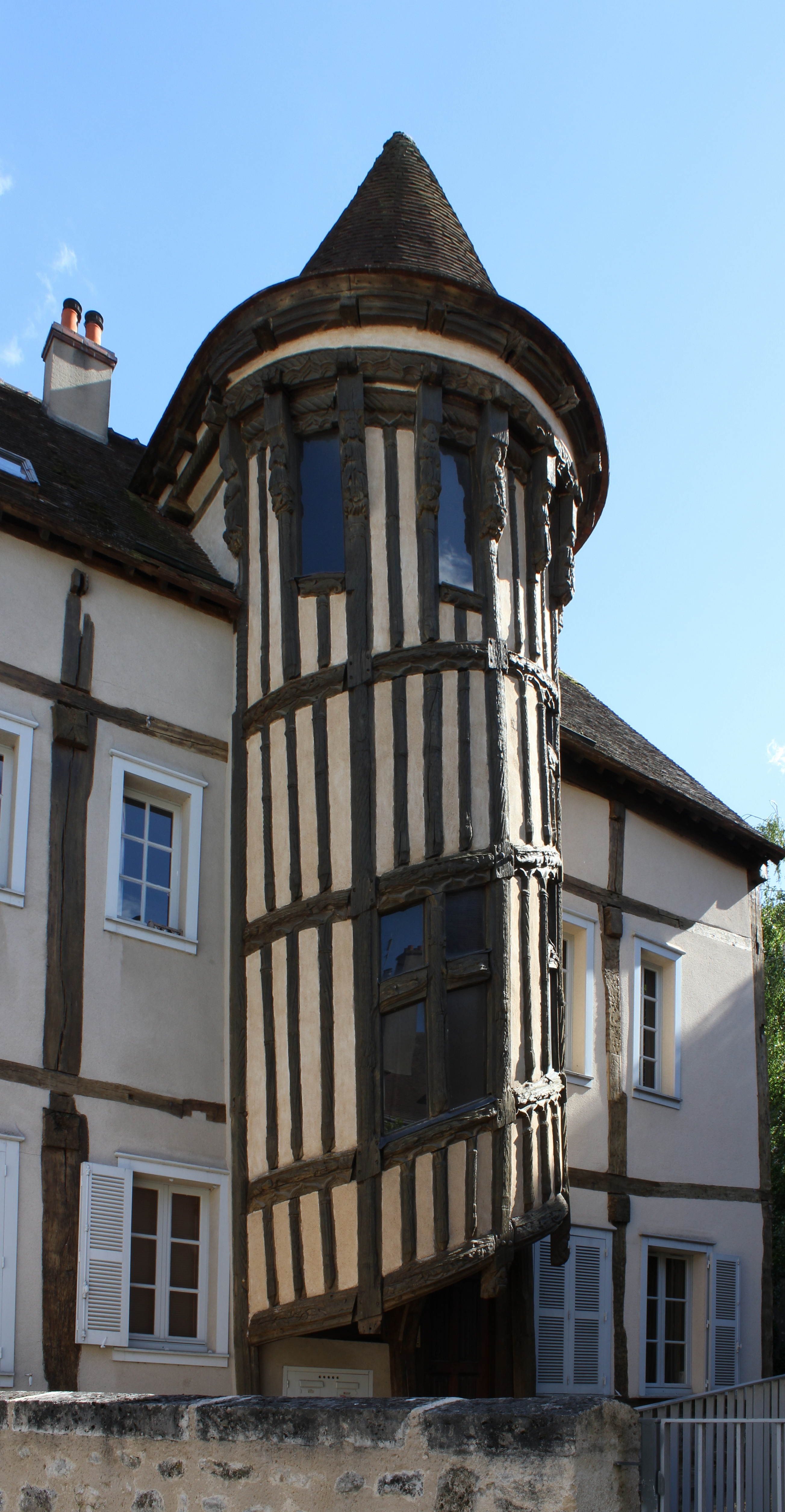
Maison dite de la reine Berthe à Chartres.